# Ahmad al-Bakkai al-Kunti

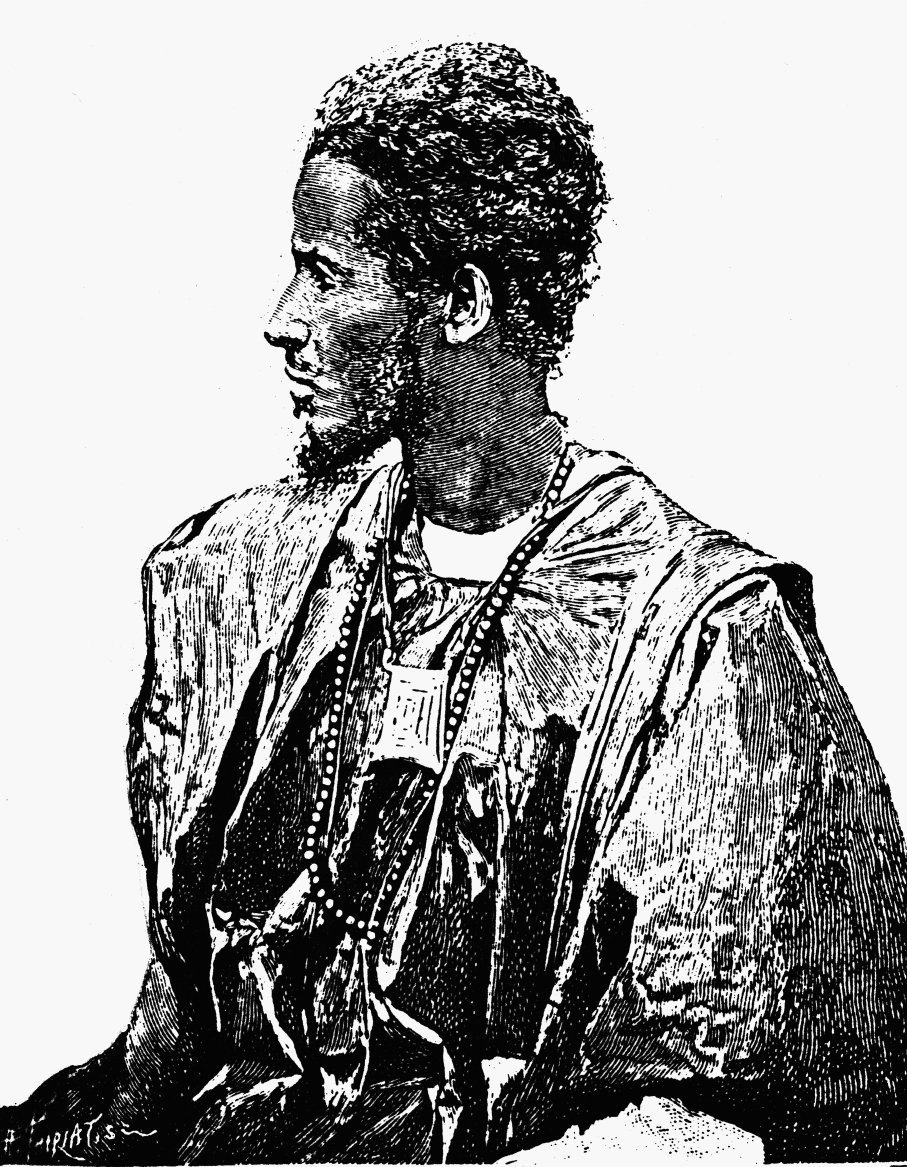
Moro marabut de la tribu Kunta, regió de Timbuctu, a finals del segle XIX

Ahmad al-Bakkai al-Kunti (Azawad 1803 – Timbuctu 1865) fou un líder religiós i polític maure/moro (àrab beduí-amazic, arabòfon) de l'Àfrica occidental, marabut dirigent de la zawiya dels Bakkiyya i xeic de la tribu kanata.
A la meitat del segle xix va negociar amb Ahmadu Lobbo i va obtenir el control de Timbuctu pagant un tribut. El setembre de 1853 va rebre l'explorador Heinrich Barth, amb qui va fer amistat, i es va enfrontar a Lobbo quan aquest va dictar una fatwa per arrestar o matar Barth com a cristià i enemic de l'islam. Ahmad va rebutjar la fatwa perquè Barth no era un dhimmi (un cristià subjecte al govern d'un musulmà) ni un enemic de l'islam, sinó un ciutadà d'un país amic com la Gran Bretanya. La disputa va arribar lluny i Ahmad fins i tot va negar a Lobbo el dret de declarar la gihad i el va considerar com "el governant d'unes quantes cabanes a la perifèria del món islàmic". Fou un dels darrers xeics dels kanata i de la bakkakiyya o bakkiyya (branca de la kadiriyya). La seva voluminosa correspondència aporta una detallada visió de la política i la religió al segle xix a l'Àfrica occidental. El 1862 els fulbes de Masina foren derrotats per al-Hadjdj Umar fundador de l'anomenat imperi Toucouleur, i Ahmad al-Bakkai es va erigir en el defensor de la independència de Timbuctú. Poc després Umar va conquerir Timbuctú i la va saquejar però Ahmad es va aliar als fulbes (o peuls) que es van revoltar dirigits per Balobo, germà de l'executat rei de Masina, i junts van assetjar la capital Hamdallahi durant 8 mesos; quan la gana va fer impossible la resistència, Umar va fer cremar la ciutat i es va refugiar als penya-segats de Bandiagara, on abandonat pels seus partidaris, va morir misteriosament, fent saltar una càrrega d'explosiu (1864). Ahmad va morir el 1865 però els maures kanata de la bakkakiyya o kadiriyya van seguir dominant Timbuctú fins a l'arribada dels francesos el 1893, quan es van retirar cap a l'Azawad.